# حزانو
حزانو (به عربی: حزانو) یک روستا در سوریه است که در معرة مصرین واقع شده‌است. حزانو ۲٬۵۹۳ نفر جمعیت دارد.